# Walter Dürig (Theologe)
Walter Dürig (* 17. März 1913 in Breslau; † 1. Oktober 1992 in München) war ein deutscher katholischer Theologe und Liturgiewissenschaftler.

## Werdegang
Dürig wurde am 1. August 1937 in seiner Geburtsstadt Breslau zum Priester geweiht und war anschließend in der Pfarrseelsorge tätig. Von 1939 bis 1945 war er Präfekt des Breslauer Theologenkonvikts Marianum. Während dieser Zeit bereitete er seine Promotionen in Philosophie (1941) und Theologie (1944) vor.
Nach Übersiedlung nach München habilitierte er sich 1948 an der Katholisch-Theologischen Fakultät der Universität München und wurde im gleichen Jahr daselbst zum Privatdozenten ernannt. Von 1950 bis 1951 war er Subregens des Priesterseminars Georgianum. Zwischen 1951 und 1958 ging er Lehrtätigkeiten an den Universitäten Regensburg und Freiburg i. Br. nach. 1960 kehrte er als Professor für Liturgiewissenschaft und Pastoraltheologie nach München zurück und übernahm die Leitung des Georgianums. Von 1966 bis 1980 war er Professor für Liturgiewissenschaft.

## Schriften (Auswahl)
- Johann Michael Sailer, Jean Paul, Friedrich Heinrich Jacobi. Ein Beitr. zur Quellenanalyse d. Sailerschen Menschauffassung, Breslau 1941, (Hochschulschrift Breslau, Phil. Diss., 1941)
- Imago. Ein Beitrag zur Terminologie und Theologie der römischen Liturgie (= Münchener theologische Studien, Abteilung 2, Systematische Abteilung, Band 5), München 1952.
- Geburtstag und Namenstag. Eine liturgiegeschichtliche Studie, München 1954.
- Pietas liturgica. Studien zum Frömmigkeitsbegriff und zur Gottesvorstellung der abendländischen Liturgie, Regensburg 1958.
- Die Zukunft der liturgischen Erneuerung. Zur liturgietheologischen und pastoralliturgischen Bedeutung der "Liebe", Mainz 1962.
- Die Verwendung des sogenannten Fluchpsalms 108(109) im Volksglauben und in der Liturgie, in: Münchener Theologische Zeitschrift, 1976